# Cowlairs Football Club
Dernière mise à jour : 26 août 2009.
Cowlairs Football Club est un ancien club de football écossais base à Glasgow. Créé en 1876, le club fait partie des dix fondateurs de la Scottish Football League et du premier championnat d'Écosse en 1890.

## Histoire
Cowlairs FC a été créé en 1876 dans le quartier de Cowlairs, un quartier à forte expansion grâce à l’industrie des chemins de fer. À sa création le club est membre de la West of Scotland FA. Le club s’engage pour la première fois dans la Coupe d'Écosse de football en 1880-81 et atteint le quatrième tour.
Petit à petit la réputation du club grandit. En 1886-1887, le club s’inscrit en Coupe d'Angleterre de football qui était alors ouverte aux clubs écossais. Cowlairs perd son seul et unique match contre les Glasgow Rangers. Le club possède alors dans ses rangs des joueurs reconnus comme Tommy McInnes, 1 sélection en équipe nationale écossaise et John McPherson qui obtient deux de ses 9 sélections alors qu’il joue pour Cowlairs en 1889 et 1890.
Cowlairs est un des dix clubs fondateurs du championnat écossais en 1890-1891. Il termine l’épreuve à la dernière place après s’être vu retiré 4 points pour avoir fait jouer des joueurs non enregistrés normalement auprès de la fédération. Le club doit aussi cette année-là faire face à des accusations de professionnalisme (qui n’est pas encore officiel en Écosse). C’est donc sans surprise qu’à la fin de la saison le club n’est pas reconduit en championnat. Il est remplacé par Leith Athletic. 
La saison suivante, sans être engagé dans aucun championnat, Cowlairs dispute la Coupe d’Écosse de football et atteint les quarts de finale, défait par le Celtic FC.
Pour la saison 1892-1893, Cowlairs rejoint la Scottish Football Alliance, le championnat concurrent et remporte l’épreuve. Malgré cette victoire, le club échoue dans sa tentative de rejoindre le championnat de première division de la Scottish League. La fédération lui propose néanmoins de jouer en deuxième division pour la saison 1893-1894. Cowlairs perd en finale de la Glasgow Cup 1 but à 0 contre les Rangers FC.
Cowlairs termine le championnat de deuxième division à la deuxième place. Mais encore une fois des problèmes financiers et administratifs l’empêchent de monter en première division. Après une nouvelle dernière place en 1894-1895, le club est de nouveau exclu du championnat de la Scottish League. C’est la fin du club. Il ferme définitivement ses portes en 1896

## Couleurs
Cowlairs a utilisé de nombreuses couleurs au cours de sa courte existence :
- 1876 Maillot bleu clair et short blanc
- 1876–1880 Maillot blanc, short blanc et chaussettes noires
- 1880–1886 Maillot bleu roi, short blanc et chaussettes rouges
- 1886–1887 Maillot bleu clair et beige, short blanc et chaussettes beiges
- 1888–1892 Maillot blanc, short bleu foncé, chaussettes bleu foncé
- 1892 Maiollots rouges, short blanc
- 1893–1895 Maillot rouge, short bleu azur et chaussettes bleu azur.

## Anciens joueurs
- John McPherson

## Sources
- Bob Crampsey (1990). The First 100 Years. Scottish Football League, Glasgow.  (ISBN 0-9516433-0-4)